# Tolomeo di Mauretania
Tolomeo di Mauretania (fra il 13 a.C. e il 9 a.C. – Roma, 40) è stato un sovrano berbero, ultimo re di Mauretania.
Tolomeo era imparentato per parte materna sia con la dinastia reale egizia dei Tolomei - dei quali fu anche l'ultimo a portare il nome - grazie a sua nonna Cleopatra, sia con  quella dei Giulio-Claudi grazie invece al nonno Marco Antonio, a sua volta nonno anche dell'imperatore Claudio, cognato di Augusto, bisnonno di Caligola e trisavolo di Nerone. 
Governò il regno del padre fino alla morte, avvenuta per volontà del cugino Caligola, che dopo la sua uccisione annesse definitivamente i suoi territori all'Impero romano.

## Biografia

### Origini
Tolomeo era l'unico figlio maschio del monarca berbero Giuba II e della sua consorte Cleopatra Selene II, e aveva una sorella di nome ignoto. Giuba II era figlio di Giuba I, re della Numidia schieratosi dalla parte di Pompeo contro Giulio Cesare durante la guerra civile romana, mentre Cleopatra Selene era nata invece dal parto gemellare che Cleopatra (propriamente Cleopatra VII) aveva avuto dalla sua relazione col condottiero romano Marco Antonio (il gemello si chiamava Alessandro Elio). Cleopatra VII era stata l'ultima regina d'Egitto appartenente alla dinastia greco-macedone dei Tolomei, oltre ad esser stata una discendente anche dei Seleucidi.
In quanto nipote di Marco Antonio era anche discendente della gens Antonia, quest'ultima imparentata con la dinastia giulio-claudia. Tolomeo era pertanto cugino alla lontana degli imperatori romani Claudio, Caligola e Nerone.

### Governo

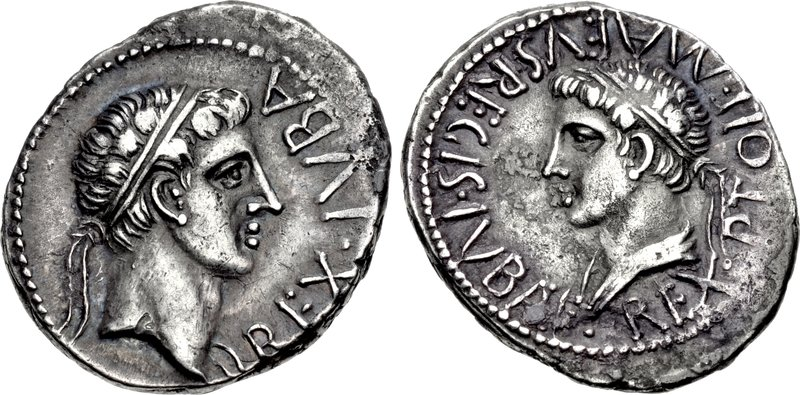
Denario con l'effige del re Giuba II a sinistra e di Tolomeo a destra

Insieme alla sorella ricevette un'educazione romana, e poteva dirsi ormai per lingua e cultura del tutto romanizzato. Nel 19 Giuba II, ormai anziano, lo associò al trono, e così egli cominciò a governare insieme al padre fino al 23, anno della sua morte.
All'inizio del suo regno Tolomeo dovette fronteggiare, con l'assistenza del governatore romano dell'Africa, una grande sollevazione delle popolazioni del Nordafrica. La rivolta, scoppiata nel 17 e domata solo nel 24, era stata istigata dal numida Tacfarinas, che aveva trovato il sostegno di numerose tribù, e perfino l'appoggio del re dei Garamanti.
Pur essendo alla fine riusciti vincitori, i Romani ebbero grosse perdite di fanti e cavalieri. Come ricompensa per la sua lealtà verso Roma, il Senato gli concesse uno scettro d'avorio (riprodotto nelle monete coniate sotto il suo regno) insieme alla distinzione di un manto di porpora ricamato di stelle. Inoltre venne salutato come re, alleato e amico, un riconoscimento che riprendeva le antiche tradizioni romane.
Tolomeo sposò Giulia Urania, una donna siriana appartenente alla famiglia reale di Emesa (l'attuale Homs). L'unico figlio di cui si abbia notizia è una femmina di nome Drusilla (occasionalmente menzionata come Giulia Drusilla Urania), nata intorno al 38.

### Morte
Nel 40 Caligola invitò a Roma Tolomeo e lo accolse con gli onori che gli spettavano, ma poco dopo lo fece uccidere. A detta di Svetonio la causa fu un episodio banale: un giorno Tolomeo fece il suo ingresso al circo per assistere a uno spettacolo indossando un mantello rosso che suscitò l'ammirazione generale, e Caligola, in un impeto di gelosia, avrebbe ordinato che fosse messo a morte. In realtà prima di morire Tolomeo fu per qualche tempo detenuto in prigione, dove Seneca lo vide.
Sembra più probabile che la condanna di Tolomeo fosse legata ad una cospirazione (dei cui dettagli si sa ben poco) che in quello stesso periodo Caligola aveva scoperto, e in cui era implicato un comandante militare in Germania, Gneo Cornelio Lentulo Getulico, il cui padre aveva combattuto insieme a Giuba II. Caligola quindi, temendo un coinvolgimento anche del cugino, per precauzione l'avrebbe fatto uccidere.
Con Tolomeo di Mauretania moriva l'ultimo dei Tolomei, ma contemporaneamente si spegneva anche la dinastia berbera dei sovrani di Mauretania e Numidia, che da quel momento in poi divennero a pieno titolo delle province dell'Impero romano.

## Ascendenza
|                       |                       |                       | Genitori            |  |  | Nonni |  |  | Bisnonni    |  |  | Trisnonni |  |
|                       |                       |                       |                     |  |  |       |  |  | Iempsale II |  |  | Gauda     |  |
|                       |                       |                       |                     |  |  |       |  |  | Iempsale II |  |  | Gauda     |  |
|                       |                       | …                     |                     |  |  |       |  |  | Iempsale II |  |  |           |  |
| Giuba I               |                       |                       |                     |  |  |       |  |  | Iempsale II |  |  |           |  |
|                       |                       | …                     | …                   |  |  |       |  |  |             |  |  |           |  |
|                       |                       | …                     | …                   |  |  |       |  |  |             |  |  |           |  |
|                       |                       | …                     | …                   |  |  |       |  |  |             |  |  |           |  |
| Giuba II              |                       | …                     |                     |  |  |       |  |  |             |  |  |           |  |
|                       |                       | …                     | …                   |  |  |       |  |  |             |  |  |           |  |
|                       |                       | …                     | …                   |  |  |       |  |  |             |  |  |           |  |
|                       |                       | …                     | …                   |  |  |       |  |  |             |  |  |           |  |
| …                     |                       | …                     |                     |  |  |       |  |  |             |  |  |           |  |
|                       |                       | …                     | …                   |  |  |       |  |  |             |  |  |           |  |
|                       |                       | …                     | …                   |  |  |       |  |  |             |  |  |           |  |
|                       |                       | …                     | …                   |  |  |       |  |  |             |  |  |           |  |
| Tolomeo di Mauretania |                       | …                     |                     |  |  |       |  |  |             |  |  |           |  |
|                       | Marco Antonio Cretico | Marco Antonio Oratore |                     |  |  |       |  |  |             |  |  |           |  |
|                       | Marco Antonio Cretico | Marco Antonio Oratore |                     |  |  |       |  |  |             |  |  |           |  |
|                       | Marco Antonio Cretico | …                     |                     |  |  |       |  |  |             |  |  |           |  |
| Marco Antonio         | Marco Antonio Cretico |                       |                     |  |  |       |  |  |             |  |  |           |  |
|                       |                       | Giulia                | Lucio Giulio Cesare |  |  |       |  |  |             |  |  |           |  |
|                       |                       | Giulia                | Lucio Giulio Cesare |  |  |       |  |  |             |  |  |           |  |
|                       |                       | Giulia                | Fulvia              |  |  |       |  |  |             |  |  |           |  |
| Cleopatra Selene II   |                       | Giulia                |                     |  |  |       |  |  |             |  |  |           |  |
|                       |                       | Tolomeo XII           | Tolomeo IX          |  |  |       |  |  |             |  |  |           |  |
|                       |                       | Tolomeo XII           | Tolomeo IX          |  |  |       |  |  |             |  |  |           |  |
|                       |                       | Tolomeo XII           | …                   |  |  |       |  |  |             |  |  |           |  |
| Cleopatra             |                       | Tolomeo XII           |                     |  |  |       |  |  |             |  |  |           |  |
|                       |                       | …                     | …                   |  |  |       |  |  |             |  |  |           |  |
|                       |                       | …                     | …                   |  |  |       |  |  |             |  |  |           |  |
|                       |                       | …                     | …                   |  |  |       |  |  |             |  |  |           |  |
|                       |                       | …                     |                     |  |  |       |  |  |             |  |  |           |  |